# Albabici
Albabici es el servicio de alquiler de bicicletas públicas de la ciudad española de Albacete. Se implantó el 13 de junio de 2014 promovido por el Ayuntamiento de Albacete y gestionado por una empresa privada y fue reimplantado y modernizado el 20 de septiembre de 2019.

## Tarifas

### Abono anual
El abono anual de Albabici es válido durante 1 año, en el que se puede realizar un número ilimitado de trayectos en bicicleta. Una vez trascurridos los 30 minutos gratuitos, la siguiente hora de utilización tiene un coste de 0,50 € y las siguientes tienen un coste de 1 € por cada hora hasta un máximo de 4 horas. Si se usa más de 4 horas se inhabilitará al usuario durante los 5 días siguientes. La inscripción tiene un coste anual de 35 €.

### Abono semanal y diario
El abono semanal y diario de Albabici es válido durante una semana y 24 horas respectivamente.
Los primeros 30 minutos de cada trayecto son gratuitos. Una vez trascurridos los 30 minutos, la siguiente hora de utilización tiene un coste de 0,50 € y las siguientes tienen un coste de 1 € por cada hora hasta un máximo de 4 horas. Si se usa más de 4 horas se inhabilitará al usuario durante 1 día. El coste del abono mensual es de 10 euros y el del abono diario de 3 €, cantidades de las que se descuenta dinero según se use la bicicleta a partir de los 30 primeros minutos gratuitos.

## Condiciones de uso
Las condiciones de uso de mayor utilidad para el ciclista son las siguientes:
- Al retirar una bicicleta, se dispone de 30 minutos gratuitos para su uso.

- Tras la entrega de una bicicleta en una estación, el usuario tiene la posibilidad de poder retirar de la estación otra bicicleta una vez transcurridos 5 minutos para volver a usar el servicio.

- El servicio se presta de 6.00 a 24.00 horas todos los días del año.

## Bicicletas
Las bicicletas, tanto convencionales como eléctricas, están numeradas y tienen un diseño atractivo y característico con el fin de evitar robos. Disponen de los siguientes elementos de seguridad: 
- Alumbrado de luces delanteras y traseras con dinamo integrada
- Frenos de tambor delanteros y traseros integrados en los cubos de las ruedas
- Timbre

Además disponen de las siguientes prestaciones complementarias: 
- Ajuste de sillín en altura
- Cambio interno de 3 velocidades
- Cesta delantera

## Estaciones
Albabici cuenta con 32 estaciones de bicicletas repartidas por toda la ciudad.